# Altona-Altstadt
Altona-Altstadt è un quartiere della città tedesca di Amburgo. È compreso nel distretto di Altona.